# Empheremyiops discalis
Empheremyiops discalis là một loài ruồi trong họ Tachinidae.